# Divinidades hinduistas

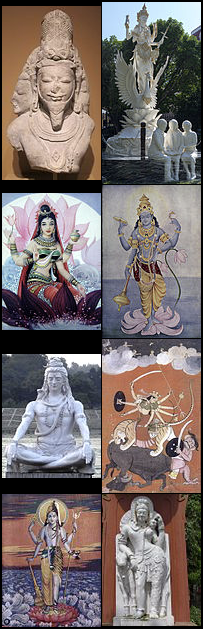
Ejemplos de divinidades hindúes (desde arriba): Brahma, Sarasvati, Laksmí, Vishnu, Shiva, Durga, Harihara y Ardhanari.

Las divinidades hindúes son los dioses y diosas del hinduismo. Los términos y epítetos de la deidad dentro de las diversas tradiciones del hinduismo varían e incluyen a los Deva, Deví, Íshwara, Íshwari, Bhagaván y Bhagavati.
Las deidades del hinduismo han evolucionado desde la era védica (segundo milenio a. C.) hasta la época medieval (primer milenio d. C.), regionalmente en Nepal, India y el sudeste asiático, y en las diversas tradiciones del hinduismo. El concepto de deidad hindú varía desde un dios personal como en la escuela de yoga de la filosofía hindú, hasta 33 deidades védicas y cientos de puránicos del hinduismo. 
Estas deidades tienen personalidades distintas y complejas, pero también se les suele asociar a los conceptos deidificados de Púrusha y Prakriti; o incluso en la doctrina Vedanta se las ve como aspectos (cualidades) de la misma Realidad Última o Superior deidificada llamada el Gran y/o Absoluto Brahman. 
Desde la antigüedad, la idea de la equivalencia ha sido apreciada por todos los hindúes, en sus textos y en la escultura de principios del primer milenio con conceptos deidificados como Harihara (mitad Vishnu, mitad Shiva) y Ardhanari (mitad Shiva, mitad Parvati), con mitos y templos que los representan juntos, nombrando que son lo mismo. Los cultos a las principales deidades han inspirado sus propias denominaciones de tradiciones hindúes, como el visnuismo, el shivaísmo y el saktismo, pero con mitología, gramática ritual, teosofía, axiología y policentrismo compartidos. Algunas tradiciones hindúes, como el smartismo de mediados del primer milenio d. C., han incluido múltiples deidades principales como manifestaciones henoteístas de Saguna Brahman y como un medio para realizar Nirguna Brahman.
Las ilustraciones de las deidades principales incluyen a Vishnu, Laksmí, Shiva, Parvati (Durga), Brahma y Sarasvati. Las deidades hindúes están representadas con varios iconos, en pinturas y esculturas, llamadas murtis y pratimas. Algunas tradiciones hindúes, como las antiguas chárvakas, rechazaron todas las deidades y el concepto de dios o diosa; mientras que los movimientos de la era colonial británica del siglo XIX, como Arya Samaj y Brahmo Samaj, rechazaron las varias deidades y adoptaron y difundieron el sincretismo con conceptos monoteístas similares a las religiones abrahámicas. Las deidades hindúes han sido adoptadas en otras religiones, como el jainismo; e incluso adoptados y  adaptados en los cultos y religiones de las regiones fuera de la India, como en las predominantemente budistas Tailandia y Japón, donde continúan siendo veneradas en templos o artes regionales.
Dentro de la cosmología hinduista, existen variados mitos hindúes de deidades primordiales y deidades creadoras, destacando Brahma como agente creador. 
En los textos antiguos y medievales del hinduismo, el cuerpo humano se describe como un templo, y las deidades se describen como partes que residen en él, mientras que Brahman (Realidad Absoluta, Dios) se describe como el mismo o de naturaleza similar, que el Atman (yo, alma), que los hindúes creen que es eterno y está dentro de cada ser vivo. Las deidades en el hinduismo son tan diversas como sus tradiciones, y un hindú puede elegir ser politeísta, panteísta, monoteísta, monista, agnóstico, ateo o humanista.

## Deidad suprema hinduista
Todos los hinduistas adoran a un ser supremo, aunque sea la personificación de diversas  deidades con nombres diferentes. Esto es porque las personas de la India en sus culturas y lenguas diferentes han entendido un dios supremo a su manera única. Tradiciones regionales y familiares pueden jugar una gran parte para influir esta elección. A través de la historia las cuatro denominaciones  principales que surgieron a partir de los dioses de la Trimurti y sus consortes son — Saivismo, Shaktismo, Vaishnavismo y Smartismo. Para Saivites, el dios es Shiva. Para Shaktas, la diosa Shakti es el ser supremo. Para Vaishnavites, señor Vishnu es Dios. Para Smartas —quienes ven todas las deidades como reflexiones del dios— la elección de Deidad queda al devoto. En cambio para el caso de Brahma, a pesar de su importancia como Dios creador, en la India no se le rinde un culto significativo.
Así, dentro de las religiones hindúes, existentes diferentes deidades catalogadas como la  deidad principal. Según los shivaísta, el Dios Supremo es Shiva, mientras que para los vishnuistas el Dios Supremo es Vishnu (aunque adorado especialmente en sus dos avatares principales, Krishna y Rama). Igualmente destaca el culto a Dattatreya como avatar de la Trimurti. A su vez la deidad principal suele estar representada como la personificación de Púrusha, y su consorte como la representación de Prakriti. 
Respecto al culto a dioses supremos antiguos del Vedismo como Indra, Agni o Suria, sus cultos dejaron de ser significativo en el hinduismo.
Respecto al Shivaísmo, otra manifestación de Shiva es Mahadeva, el cual literalmente significa “Señor de todos los señores(o el dios de dioses).”. Shiva es también conocido como Maheshvara, el señor grande, Mahadeva, el dios grande, Shambhu, Hara, Pinakadhrik, portador del hacha y Mrityunjaya, conquistador de la muerte. Es el cónyuge de Shakti, la diosa. También está representado por Mahakala y Bhairava, el terrible, así como muchas otras formas que incluyen Rudra.

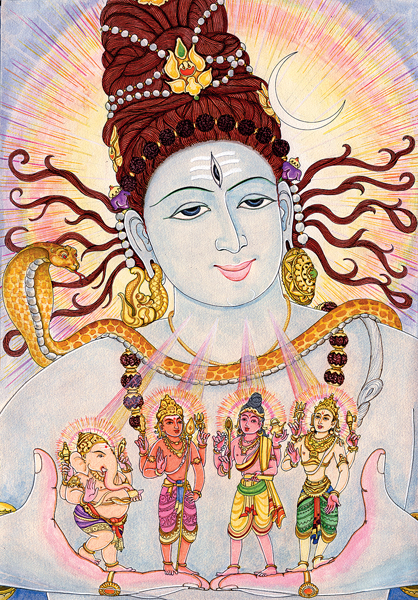
Uno, el ser Supremo es adorado en el hinduismo, ayudado por otros Dioses o Devas.

En occidente el concepto más popular como culto Hinduista hacia una deidad todopoderosa, es la creencia en el absoluto Brahman como representación más cercana y equivalente a Dios en el hinduismo, siendo loas demás deidades solo un reflejo de él; sin embargo a pesar de su descripción, no es la deidad más popular en la India debido principalmente por ser un concepto considerado muy abtracto en comparación a los cultos más populares.

### Culto a las Diosas
Dentro de los cultos a las deidades femeninas (Devis) como deidad principal, el concepto de Diosa Durga como la diosa suprema emerge de la literatura religiosa histórica como un término para definir la naturaleza potente e influyente de deidades femeninas en la India. A lo largo de la historia, las diosas han sido retratadas como la madre del universo, a través de cuyos poderes es creado y destruido. Los cambios graduales en su credo a través del tiempo en la forma y el concepto de Bhuvaneswari, expresando cómo las distintas deidades llevan el poder del universo en sus hombros. En el credo Shakti ella es todopoderosa, la representación de Śakti, y a su vez del origen de Prakriti. Hay una posibilidad de que tome avatares como Parvati para unirse con su marido Shiva; o presente  formas de sincretismo con otras deidades femeninas tales como Ammavaru o Áditi.

## Vedas y Upanishads
Más tarde fueron escritos los vedas en donde las tres manifestaciones de dios aparecían en el guion, siendo "Brahma, Maha Vishnu y Mahesh (Shiva). Los Vedas (sánscrito वेद véda, "conocimiento") es un amplio corpus de los textos originados en la Antigua India. Los textos están compuestos en sánscrito védico y forman la capa más vieja de la literatura sánscrita, así como de los textos sagrados más antiguos del hinduismo.
Muchos hindúes, en sus prácticas devocionales diarias adoran algún avatar o aspecto personal del dios aunque crean en el concepto más abstracto del dios supremo. Eligen generalmente un concepto de Dios y cultivan la devoción hacia el avatar elegido, mientras que al mismo tiempo respetan los ideales escogidos por otra persona. El que le sean dados distintos nombres al dios Supremo en el hinduismo promueve la multiplicidad de caminos, en contraposición a la conformidad con una. La única comprensión en el hinduismo es que Dios no está lejos, viviendo en el cielo remoto, sin embargo es omnipresente, llenando de energía el universo. Él está en cada alma, esperando ser descubierto. El conocimiento de un dios supremo en esta experiencia íntima y suprema, es el objetivo de la espiritualidad hinduista.

## Otros dioses (Mahadevas y Devas)
Los hinduistas también creen en muchos dioses (Devas) quiénes interpretan varias funciones, como ejecutivos en una gran empresa. Estos no deben ser confundidos con el dios supremo. Estas divinidades son altamente avanzadas, seres que tienen poderes y deberes concretos—no muy distintos de los espíritus celestiales, señores o arcángeles venerados en otras fes. Cada nombre adora al dios Supremo y su conjunto propio de seres divinos.
Devas (También llamados Devatās) constituyen una parte integral del colorido en la cultura hinduista. Estas distintas formas de dios están representadas en innumerables pinturas, estatuas, murales, y en textos sagrados que pueden ser encontrados en templos, casas, negocios, y otros sitios. En el hinduismo los textos sagrados recomiendan que para la satisfacción de un deseo material particular una persona puede adorar una deidad particular. Por ejemplo, los tenderos frecuentemente mantienen una estatua o cuadro del devi Lakshmi en sus tiendas.